# Camponotus inca
Camponotus inca é uma espécie de inseto do gênero Camponotus, pertencente à família Formicidae.